# چشنیوف، استان لوبوسکی
چشنیو، استان لوبوسز (به لاتین: Trześniów, Lubusz Voivodeship) یک روستای لهستان در لهستان است که در Gmina Ośno Lubuskie واقع شده‌است.

## خصوصیات
چشنیو ۱۷۰ نفر جمعیت دارد.